# بشت قلعة (غرمسار كرمان)
بشت قلعة (بالفارسية: پشت قلعه) هي منطقة سكنية تقع في إيران في قسم غرمسار الریفي.